# Округ Подгуже
Округ Подгуже (нем. Bezirk Podgórze, Подгурский уезд, пол. Powiat Powiat podgórski) — административная единица коронной земли Королевства Галиции и Лодомерии в составе Австро-Венгрии, существовавшая в 1867—1918 годах. Административный центр — Подгуже (ныне район Кракова).
Образован 15 сентября 1896 года путём выделения части территории округа Жешув
После Первой мировой войны округ вместе со всей Галицией отошёл к Польше.